# Chelmondiston
Chelmondiston es una pequeña localidad y parroquia civil de Suffolk, Inglaterra. El pueblo tiene unas 500 viviendas y 1054 habitantes. Es uno de los más grandes de Shotley.
Se encuentra ubicada al este de la región Este de Inglaterra, al noreste de Londres y cerca de la ciudad de Ipswich —la capital del condado— y de la costa del mar del Norte. En concreto, a la Península de Shotley.
La aldea de Pin Mill pertenece a esta localidad, al sur del río Orwell. 

## Historia
La etimología de la palabra Chelmondiston puede vener de "habitación de Ceolmund". Hay varios yacimientos de la Edad de Bronce. Chelmondiston y la aldea de Pin Mill no aparecen en el Libro Domesday, el registro de 1086.
En el pasado se conocía como Chelmington y se encontraba en el antiguo Hundred de Babergh.

## Iglesias
En 1865 se describió la iglesia parroquial de San Andrés como un "edificio viejo, pequeño y ruinoso, con una torre cuadrada". El arquitecto Edward Charles Hakewill la reconstruyó años después. El 10 de diciembre de 1944, durante Segunda Guerra Mundial, una bomba cayó sobre la iglesia y fue destruida casi por completo.
En 1951, Basil Hatcher se encargó de restaurarla. La iglesia de San Andrés actual tiene vidrieras fabricadas por Francis Skeat en la década de 1960.
En la calle principal hay una iglesia metodista, y un templo baptista en la calle de Pin Mill.

## Vecinos insignes
- John Henley (1692–1756), clérigo, escritor y poeta, también conocido como "Orador Henley", y conocido por su teatralidad y excentricidad.
- George Ratcliffe Woodward (1848–1934), sacerdote anglicano, poeta y músico.
- Princesa Antoinette Gardiner (con el nombre de casada Muna al-Hussein, 1941), princesa de Jordania y mujer de Hussein de Jordania.